# Condado de Howard (Iowa)
El condado de Howard (en inglés: Howard County, Iowa), fundado en 1851, es uno de los 99 condados del estado estadounidense de Iowa. En el año 2000 tenía una población de 9932 habitantes con una densidad poblacional de 8 personas por km². La sede del condado es Cresco.

## Historia
El Condado de Howard, fue fundado en 1851. Debe su nombre al general Tilghman Ashurst Howard, un Representante de Indiana.

## Geografía
Según la Oficina del Censo, el condado tiene un área total de 1228 km² (474,1 mi²), de la cual 1225 km² (473 mi²) es tierra y 0 km² (0 mi²) es agua.

### Condados adyacentes
- Condado de Mower, Minnesota noroeste
- Condado de Fillmore, Minnesota norte
- Condado de Winnesheik este
- Condado de Chickasaw sur
- Condado de Mitchell oeste
- Condado de Floyd suroeste

## Demografía
En el 2000 la renta per cápita promedia del condado era de $34 641, y el ingreso promedio para una familia era de $43 284. El ingreso per cápita para el condado era de $17 842. En 2000 los hombres tenían un ingreso per cápita de $28 856 contra $21 367 para las mujeres. Alrededor del 9.30% de la población estaba bajo el umbral de pobreza nacional.
| 1900   | 1910   | 1920   | 1930   | 1940   | 1950   | 1960   | 1970   | 1980   | 1990 | 2000 |
| ------ | ------ | ------ | ------ | ------ | ------ | ------ | ------ | ------ | ---- | ---- |
| 14 512 | 12 920 | 13 705 | 13 082 | 13 531 | 13 105 | 12 734 | 11 442 | 11 114 | 9809 | 9932 |

## Lugares

### Ciudades
- Chester
- Cresco
- Elma
- Lime Springs
- Protivin
- Riceville

### Comunidades no incorporadas
- Florenceville

### Principales carreteras
- U.S. Highway 63
- Carretera de Iowa 9
- Carretera de Iowa 139